# الانتصارات المذهلة لعلم النفس الحديث (كتاب)
الانتصارات المذهلة لعلم النفس الحديث (بالفرنسية: Les Prodigieuses Victoires de la psychologie moderne)‏ هو كتاب من تأليف الاختصاصي بعلم النفس الفرنسي «بيير داكو» وترجمة الإستاذ «وجيه أسعد» ومن نشر مؤسسة «الرسالة» وهو كتاب شامل وضع للتعريف بعلم النفس الحديث حيث يتجاوز الكتاب نظريات «فرويد» بمقدار ما تسمح به الكشوف الحديثة. فهو يعتمد عليها، ولكنه يعيد النظر فيها باستمرار.